# Hamden (New York)
Hamden est une ville située dans le comté de Delaware, dans l'État de New York, aux États-Unis,. En 2010, elle comptait une population de 1 323 habitants, estimée au 1er juillet 2016 à 1 252 habitants.

## Démographie
Lors du recensement de 2010, la ville comptait une population de 1 323 habitants. Elle est estimée, en 2016, à 1 252 habitants.